# Polyptoton
Polyptoton je opakovací (řečnická) figura založená na opakování stejného slova, ovšem v postupně v různých gramatických formách.

## Příklady
- „Dávám tobě, dáváš mně, dává nám ...“
- „Klín klínem nevyrazíš.“[1]
- „Mluvíte pouze o právech, ale právo přináší také povinnosti.“[1]